# PubMed
PubMed — бесплатная поисковая система по биомедицинским исследованиям, созданная Национальным центром биотехнологической информации США (англ. National Center for Biotechnology Information, NCBI) в 1997 году. Ежедневно портал посещают около 2,5 млн пользователей.
PubMed предоставляет доступ сразу к нескольким базам данных, однако ключевой считается коллекция MEDLINE, содержащая более 30 млн цитирований по естественным, химическим, поведенческим наукам, в том числе по биоинженерии и биофизике. Со временем в PubMed были интегрированы базы данных PreMEDLINE, OLDMEDLINE и книжная коллекция NCBI. PubMed также предоставляет доступ к онлайн-репозиторию PubMed Central.
Портал оказал фундаментальное влияние на развитие естественных наук за счёт предоставления исследователям возможности свободно искать нужную им информацию и распространения принципов доказательной медицины и открытой науки.

## История создания
История PubMed восходит к концу XIX века, когда полевой хирург Джон Шоу Биллингс вместе с коллегой Робертом Флетчером проиндексировали коллекцию Военной медицинской библиотеки. На тот момент она состояла из более чем 50 000 книг, журналов и брошюр по медицине и естественным наукам. Первый из 15 томов каталога был опубликован в 1880 году, последний — в 1895-м. Всего с 1880 по 1961-й было выпущено пять серий каталога-указателя.
Чтобы клиницистам и исследователям было проще искать информацию, с 1879 года при библиотеке начали издавать Index Medicus — ежемесячный библиографический указатель, в котором содержалась информация о последних выпусках журналов по мере их поступления в библиотеку. В 1927 году Index Medicus объединили с аналогичным ежеквартальным изданием Американской медицинской ассоциации Quarterly Cumulative Index Medicus. Также в конце каждого года выходил сборный указатель всех ежемесячных выпусков Index Medicus под названием The Cumulated Index Medicus. Так, чтобы в июне 1930 года исследователь мог найти нужную литературу, он должен был сначала просмотреть шесть томов Index Medicus за последние месяцы, а затем тома Cumulated Index Medicus, вышедшие в предыдущие годы.
В 1956 году постановлением Конгресса была основана Национальная библиотека медицины США (англ. United States National Library of Medicine, NLM). Под её началом в 1964 году внедрили механизированные методы индексации библиотечных каталогов. Вскоре была создана библиографическая база данных MEDLARS, заменившая Index Medicus. Однако поиск по MEDLARS по-прежнему представлял собой непростую задачу: специально обученные специалисты должны были переводить каждый поисковой запрос в машинный код, перфорировать необходимые карточки, составлять пакеты результатов поиска и вводить их в систему. Затем компьютер проводил автоматический поиск по хранившейся на магнитных лентах базе данных и извлекал соответствующие записи. Впоследствии их можно было распечатать и отправить по почте бандеролью. Среднее время обработки между отправкой запроса и получением результатов составляло 4-6 недель, поэтому любое уточнение поиска требовало дополнительного времени. Несмотря на недостатки, процесс был менее трудоёмким, чем ручной поиск по томам Index Medicus.
В 1971 году Национальный центр биотехнологической информации (NCBI) при Национальной библиотеке медицины США (NLM) инициировал создание MEDLINE — онлайн-версии поисковой системы по биомедицинской литературе. MEDLINE предоставила возможность библиотекам выполнять библиографический поиск в режиме реального времени по проиндексированным в каталогах цитированиям. MEDLINE работала на основе поискового программного обеспечения ELHILL, которое позволяло совершать поиск по названию, автору, заголовкам, датам публикации. Магистральную связь с городами США и Европы обеспечивала коммерческая сеть Tymshare. На момент создания MEDLINE являлась одной из крупнейших машиночитаемых баз данных в мире с более чем 1,5 млн цитирований медицинской литературы.
Изначально доступ к MEDLINE можно было получить только в медицинских библиотеках, работники которых обрабатывали заявки исследователей и преобразовывали запросы, используя предметные заголовки. Затем они выполняли поиск с помощью терминалов, подключённых к компьютеру NLM. Время подключения было слишком дорогим, чтобы тратить его впустую, поэтому пользователи перед отправкой запроса сверялись с печатными томами каталогов, чтобы подготовить наиболее эффективную стратегию поиска. Для улучшения доступности NLM запустила Entrez — текстовую поисковую систему, основанную на собственном программном обеспечении. Для быстрого поиска информации Entrez использовал систему индексации, позволившую получать доступ к базе данных напрямую. Пользователи могли уточнять условия поиска и распечатывать не более 25 результатов с полными библиографическими данными. Дополнительные цитирования можно было получить по запросу через службу печати, которая впоследствии отправляла их по почте. После двух лет бесплатного предоставления услуг NLM ввела плату за использование MEDLINE. Первоначальная стоимость составляла $6 за час подключения к терминалу и ¢10 за страницу для отдельной печати. В 1976 году ставка была увеличена до $12 за час.
26 июня 1997 года вице-президент США Альберт Гор на церемонии в Капитолии объявил о создании PubMed — веб-системы поиска по базе данных естественных наук MEDLINE. Главной целью проекта стало обеспечение открытого доступа к информации в сфере биомедицины. PubMed расширил Entrez, связав статьи MEDLINE с полнотекстовыми веб-сайтами, поддерживаемыми издателями. На момент открытия PubMed содержала цитирования из более чем 4000 журналов, издаваемых с 1965 года, включая Cell, Journal of Biological Chemistry, Journal of Cell Biology, The New England Journal of Medicine и Science.
Со временем PubMed претерпел многочисленные преобразования и стал представлять собой больше, чем интерфейс для поиска по цитированиям MEDLINE. В PubMed были интегрированы базы данных PreMEDLINE, OLDMEDLINE, а также книги из коллекции Национального центра биотехнологической информации. PubMed предоставляет доступ и к базе данных полнотекстовых работ по биомедицине PubMed Central.
Поисковая система PubMed даёт доступ к крупнейшей базе данных цитирований по биомедицине и является важнейшим инструментом для работы специалистов в сфере естественных наук.

## Описание
PubMed документирует медицинские и биологические статьи из специальной литературы, а также даёт ссылки на полнотекстовые статьи. PubMed включает в себя данные из следующих областей: медицина, стоматология, ветеринария, общее здравоохранение, психология, биология, генетика, биохимия, цитология, биотехнология, биомедицина и т. д. Документировано около 3800 биомедицинских изданий. Ежегодно база данных PubMed увеличивается на 500 000 документов. Поиск происходит по принципу Medical Subject Headings (MeSH).
Каждой статье присваивается уникальный идентификационный номер PMID (англ. PubMed Identifier — идентификатор PubMed).

## Коллекция

### MEDLINE
MEDLINE является ключевой базой данных PubMed. Она содержит актуальную информацию для специалистов в сфере фундаментальных исследований, медицинской помощи, социальной гигиены и организации здравоохранения. В MEDLINE включены данные о работах по естественным, химическим, поведенческим наукам, а также по биоинженерии и биофизике. Все включённые в MEDLINE журналы и статьи проходят тщательную проверку на предмет качества используемой литературы, содержания, объёма, доступности статей на иностранных языках, рецензирования. Издатели отправляют электронные метаданные напрямую в NLM, после чего сотрудники библиотеки вручную индексируют поступающие элементы — проверяют ошибки и присваивают Medical Subject Headings (MeSH).
MEDLINE содержит информацию только о метаданных, однако в процессе индексации к работам в открытом доступе добавляют ссылки на полную версию. Большинство материалов поступает из англоязычных источников или имеет абстракты на английском языке. На июнь 2022 года портал MEDLINE содержала более 30 млн цитирований биомедицинской литературы.

### PreMEDLINE
В PubMed интегрирована PreMEDLINE — база данных цитирований научных работ, которые уже были отправлены в MEDLINE, но ещё не были индексированы. После обработки они автоматически загружаются в MEDLINE и удаляются из PreMEDLINE. База данных чаще всего используется для поиска справочных материалов по «актуальным темам». Библиографические описания из базы данных PreMEDLINE имеют специальную пометку [PubMed — in process].

### OLDMEDLINE
В 2003 году в PubMed была интегрирована база данных OLDMEDLINE. Она содержит цитирования статей, опубликованных в международных биомедицинских журналах в сфере медицины, доклинических исследований и смежных наук о здоровье, которые были опубликованы в печатных указателях 1953—1965 годов. Немецкий институт медицинской документации и информации (DMDI) совместно с Международным центром MEDLARS в Германии и Национальной библиотекой медицины США составили OLDMEDLINE в середине 1990-х. DMDI владела магнитными лентами с исходными данными Cumulated Index Medicus (CIM) за 1953—1965 годы, которые впоследствии были преобразованы и переданы в NLM. Цитирования OLDMEDLINE были созданы с использованием стандартов, отличных от MEDLINE. Также в цитированиях OLDMEDLINE отсутствуют накопленные изменения и улучшения, которые были внесены в другие файлы NLM во время ежегодного обслуживания. Некоторые разделы могут содержать устаревшие или ошибочные данные. База данных в основном отражает содержание оригинальных печатных указателей, которые были созданы в соответствии с политикой и процедурами того времени.

### Книжная полка NCBI
Книжная полка Национального центра биотехнологической информации (NCBI) — это бесплатный онлайн-архив, содержащий более 6000 книг и документов по естественным наукам и здравоохранению. Он берёт начало в 1999 году с коллекции дисциплинарных учебников и ключевых текстов по этим отраслям. Впоследствии она была дополнена собранием тематических монографий в открытом доступе. Авторы, редакторы, спонсоры и издатели самостоятельно предоставляют полнотекстовое содержание работ в формате XML. Это даёт им ряд преимуществ, главным из которых является расширение круга потенциальных читателей.

### PubMed Central
PubMed не предоставляет доступ к полнотекстовым версиям работ, однако содержит ссылки на PubMed Central (PMC) — бесплатный онлайн-репозиторий научных исследований. PMC был основан в 1999 году по инициативе директора Национальных институтов здравоохранения (NIH) Гарольда Вармуса и запущен в 2000-м. До создания PubMed Central исследователи были вынуждены самостоятельно искать полные версии работ на сайтах издательств. При этом большинство из таких публикаций были скрыты за пейволлом. C появлением онлайн-репозитория пользователи могут напрямую получить полнотекстовые версии работ (если они выложены в открытом доступе), перейдя по ссылке из PubMed.
В 2008 году Национальные институты здравоохранения объявили о внедрении политики открытого доступа. Одним из её положений стало обязательное размещение в PubMed Central копий работ, опубликованных на гранты NIH. На 2019-й год, коллекция PMC примерно на 88 % состояла из статей журналов, входящих в базы данных PubMed, и на 12 % из отдельных статей, попавших под мандат NIH. На июнь 2022 года в PMC было архивировано более 8 млн работ.
Отдельные исследователи критикуют интеграцию PubMed и PubMed Central за наличие в последнем публикаций из хищнических журналов. Так, исследование 2017 года показало, что более 10 % хищнических журналов по некоторым смежным дисциплинам проиндексированы в PubMed. К апрелю 2017 года эти показатели увеличились до 23,7 % для работ в сфере реабилитации, 16 % для нейронаук и 24,7 % для неврологии.

### Другие
Также в PubMed интегрированы цитирования из таких уникальных баз данных, как HealthSTAR, AIDSLINE, HISTLINE, SPACELINE, BIOETHICSLINE.

## Поиск

### Принцип работы
Домашняя страница PubMed содержит простое окно поиска и гиперссылки на руководства, инструменты и другие ресурсы. После того как пользователь вводит вопрос, PubMed автоматически уточняет его через систему идентификации MeSH (Medical Subject Headings). Это позволяет проводить наиболее тщательный поиск по всем материалам в связанных базах данных.
Затем PubMed отображает полученные результаты. По умолчанию система сортирует результаты по дате добавления в PubMed и представляет их в сводном формате с 20 работами на каждой странице. Пользователям доступны название статьи, список авторов, источник информации (например, название журнала, за которым следует дата публикации, том, выпуск, страницы) и уникальный номер записи PubMed или идентификатор PubMed (PMID). Для статей на языке, отличном от английского, заголовок переводится на английский язык и помещается в скобки. В этом случае язык оригинала указывается в качестве дополнительной записи. Название журнала для каждой записи отображается в сокращённом виде.
Страница результатов также предоставляет пользователю инструменты и параметры для фильтрации по типу и дате публикации. Если количество выданных статей достаточно велико, в правом верхнем углу страницы отображается гистограмма, иллюстрирующая тенденцию их использования за последние годы. Все данные можно загрузить в формате CSV. PubMed также отображает абстракт статьи, контакты основного автора, ссылку на полный текст и на связанные цитирования.
PubMed не хранит полные версии самих статей. Однако если полная версия работы доступна на сайте издательства, то система автоматически генерирует на неё ссылку, даже если статья скрыта за пейволлом. Если полнотекстовая версия размещена в репозитории PubMed Central, ссылка на полный текст появится при отображении её аннотации в PubMed.

### Индексирование
Для индексирования статей в PubMed интегрирована система Medical Subject Headings (рус. Медицинские предметные заголовки). MeSH позволяет создать стандартную словарную систему, способствующую эффективному поиску информации. Примером могут послужить слова «телемедицина» и «телездравоохранение», которые часто используют как взаимозаменяемые. База данных MeSH содержит контролируемый словарь и индексные термины. Доступ к ней можно получить с домашней страницы PubMed. В MeSH есть три основных понятия: предметные заголовки (дескрипторы), условия ввода и подзаголовки (квалификаторы). MeSH позволяет бороться с проблемой непоследовательной терминологии в биомедицинских работах, которая оказывает большое влияние на точность запросов.
Сотрудники NLM вручную идентифицируют термины MeSH (обычно 10-12) в каждой поступающей работе. Это позволяет предопределять термины и интегрировать синонимы. Например, запрос «сердечный приступ» проиндексирован в MeSH как «инфаркт миокарда».
После того как пользователь вводит запрос, PubMed автоматически включает альтернативные варианты написания и термины MeSH, связанные с запрошенным словосочетанием. Использование MeSH для поиска позволяет сделать его более точным. Термины расположены иерархически по предметным категориям. Для расширения или сужения поиска, пользователи могут самостоятельно выбрать расположенные выше или ниже в структуре термины.
MeSH также позволяет сосредоточить поиск на конкретных вопросах рассматриваемой темы, например, экономические аспектах телемедицины при диабете. Для этого пользователям необходимо сначала выполнить поиск по слову «телемедицина», но перед отправкой термина MeSH в конструктор выбрать подзаголовок (квалификатор), отметив соответствующие флажки. Это приведет к появлению комбинации термина MeSH и подзаголовка в окне построителя поиска, в данном случае: «Телемедицина/экономика»[Mesh]. Подзаголовки MeSH присоединяются к предметному заголовку с помощью косой черты (/). Поисковый запрос останется в окне построителя поиска, что позволяет пользователям добавлять к запросу другие термины. Затем поисковый запрос может быть дополнен термином MeSH для диабета, то есть «Сахарный диабет» [Mesh], и комбинация этих двух терминов может быть отправлена для поиска в PubMed. Этот метод значительно сократит количество результатов по сравнению с использованием термина MeSH без квалификатора. Однако результаты будут более конкретными и, следовательно, более соответствующими запросу.

### Интерфейс
Интерфейс портала несколько раз подвергался масштабным изменениям. В 2000 году его дизайн был полностью изменён, были добавлены фильтры по языку и годам, а также функция просмотра истории поиска, сохранения, анализа и распечатки выбранных цитирований по одному или нескольким результатам поиска.
В начале 2020 года была запущена обновлённая версия, получившая неоднозначные отзывы от пользователей, привыкших к старому интерфейсу. Три основные функции «Использование PubMed», «Инструменты PubMed» и «Дополнительные ресурсы» были изменены на «Обучение», «Найти», «Скачать» и «Исследовать». Новая версия делает упор на ускоренный поиск информации и более удобна в мобильной версии. Также была добавлена функция «Результаты по годам», что позволяет пользователю отслеживать тенденции использования. Тип статьи, наличие текста, возраст и язык фильтры являются одними из популярных инструментов, перенесённых из старой версии PubMed.

## Инструменты
askMEDLINE
askMEDLINE — бесплатный текстовый инструмент поиска для MEDLINE/PubMed. Он был создан на основе PICO (англ. Patient, Intervention, Comparison, Outcome или «Пациент, Вмешательство, Сравнение, Результат») — метода поиска по MEDLINE/PubMed, разработанного для занятых клиницистов, заинтересованных в практике доказательной медицины, но не знакомых с контролируемыми словарями, которые могли бы сделать поиск более эффективным. Пользователи askMEDLINE могут ввести клинический вопрос «разговорным» языком, а поисковая система самостоятельно найдёт соответствующие журнальные статьи.
В основе askMEDLINE лежит многоэтапная стратегия поиска. На первой стадии синтаксический анализатор игнорирует знаки препинания и удаляет слова, найденные в списке «стоп-слов». Затем синтаксический анализатор, PHP-скрипт, отправляет изменённый запрос в E-Utilities PubMed Entrez. Файл Extensible Markup Language (XML), возвращаемый E-Utilities, указывает категорию каждого термина в запросе. Термины, помеченные как «Все поля», означают, что они не являются ни терминами медицинских предметных рубрик (MeSH), ни подзаголовками MeSH. Если слово «Все поля» находится в резервном словаре, оно остается в запросе; если это не так, он удаляется. Остальные термины отправляются обратно в PubMed через E-Utilities. Если число извлечений журнала после первого раунда составляет от 1 до 50 000, первые 20 результатов отображаются и поиск прекращается.
Поиск может перейти ко второму кругу, если в первом раунде было использовано слишком много фильтров, в результате чего достаточное количество работ не было найдено, или если число поисковых запросов в первом раунде превысило 50 000 статей (указание на то, что поиск был слишком широким).
Только за первый год работы askMEDLINE было получено более 15 000 запросов, в основном в виде вопросов или сложных фраз. Самыми запрашиваемыми были вопросы по терапии.
My NCBI
С 2010 года пользователи PubMed могли создавать собственные учётные записи благодаря функции My NCBI. Персонализированный подход позволял сохранять релевантные цитирования и поисковые запросы, задавать уникальные параметры поиска и настраивать поисковые оповещения, а также использовать другие дополнительные параметры в PubMed. С 1 июня 2021 года учётные записи NCBI перестали быть доступны. Пользователям было предложено входить в систему через регистрацию на eRA Commons, ORCID, Google, Login.gov или с помощью учётных данных Einstein AD.
LinkOut
LinkOut «связывает» PubMed с любыми внешними по отношению к NCBI ресурсами. Программа предоставляет пользователям доступ к полнотекстовым версиям статей, расположенных на издательских порталах. На июнь 2022 года, 4271 издательства предоставляли LinkOut данные на регулярной основе.
PubCrawler
PubMed интегрирован с веб-сервисом PubCrawler, позволяющим пользователям создавать персонализированные веб-страницы. Изначально PubCrawler существовал как Perl-скрипт, автоматически отслеживающий новые результаты для предопределённых запросов в PubMed через поисковую систему Entrez NCBI. Однако вскоре его создатели решили сделать его открытым для других пользователей. После регистрации пользователи могут настроить свои запросы для PubMed через конфигуратор PubCrawler. После получения результатов, система автоматически сравнивает их с предыдущими запросами пользователя, оставив только непросмотренные работы. Таким образом сервис позволяет отслеживать новые статьи и рекомендации. PubCrawler также действует как система автоматического оповещения, отправляя короткие уведомления или электронные письма с последними обновлениями по мере их доступности.
PubMed Commons
В 2013 году NCBI запустил пилотную версию PubMed Commons. Сервис позволял пользователям публично комментировать размещённые в базе данных абстракты. Создатели стремились создать пространство для дискуссии о научных работах и таким образом бороться с проблемой невоспроизводимости научного знания, однако услуга не вызвала ажиотажа среди исследователей. Несмотря на это, в 2015 году создатели проекта продлили финансирование PubMed Commons ещё на год. Однако за этот период комментарии были оставлены только к 6000 из 28 млн статей и в 2018 году было принято окончательное решение о прекращении работы сервиса. Пользователям было рекомендовано переходить на аналогичную платформу PubPeer, которая позволяла комментаторам оставаться анонимными.
PubMed Identifier
PubMed Identifier или PMID представляет собой инвентарный номер от 1 до 8 цифр для управления записями в PubMed. Идентификатор присваивают каждой индексируемой в базе данных работе, за счёт чего любое цитирование можно найти с помощью PMID. С увеличением коллекции, в 2012 году было принято решение расширить идентификатор PMID и добавить десятитысячную дробь (например, PMID-10097079.2). До 2004 года многие записи содержали уникальный идентификатор MEDLINE в дополнение к PMID, однако впоследствии от него решили отказаться.
PubMed Mobile
В 2012 году вышло приложение PubMed для iOS.
В 2015 году для пользователей, проверяющих сайт с мобильных устройств, стала доступна мобильная версия — PubMed Mobile. Обновление 2020 года улучшило работу PubMed Mobile на устройствах с портретным соотношением сторон изображения.

## Влияние
PubMed является одним из важнейших инструментов поиска биомедицинской литературы, его сравнивают с поисковой системой Google для естественных наук. Платформа предоставляет пользователям бесплатный доступ к базе данных цитирований миллионов научных публикаций практически по всем англоязычным биомедицинским исследованиям. По данным 2017 года, портал ежедневно посещали около 2,5 млн пользователей.
Чаще всего PubMed используют исследователи и специалисты в сфере биомедицины и естественных наук. Однако представители широкой общественности могут легко найти информацию о передовых исследованиях по любой болезни. Все проиндексированные в MEDLINE работы соответствуют строгим критериям, поэтому издатели, библиотекари и авторы используют ресурс для верификации качества своих источников.
PubMed способствует распространению принципов открытой науки и свободного доступа к научному знанию. Портал связан с PubMed Central — первым онлайн-репозиторием исследовательской литературы. В 2005 году NIH внедрила политику обязательного предоставления рецензируемых первичных копий в центральную базу данных PubMed. Таким образом, все профинансированные государством исследования становятся доступными для общественности. Это помогает практикующим специалистам получать доступ к важнейшим материалам в их области и бороться с пейволлами. Открытый доступ также повышает вероятность цитирования работы автора.
Базы данных PubMed часто используют и для анализа наукометрии. Так, коммерческая фирма Verum Analytics из Коннектикута разработала инструмент анализа и улучшения воспроизводимости работ, основанный на измерении данных о статьях, в которых они цитируются.